# Los Tipitos
Los Tipitos es una banda de rock argentino, formada en 1994 en la ciudad de Mar del Plata (Provincia de Buenos Aires). La banda tiene influencias de músicos importantes del rock argentino, como Charly García o León Gieco.

## Historia

### Primeros años (1992-1996)
Antes de que se formara la banda, sus integrantes realizaban actividades diversas: Raúl Ruffino, recién llegado de Resistencia (Chaco) comenzó a trabajar como cadete en una empresa de computación donde conoce a Federico Bugallo. Pronto iniciaron una amistad que aún perdura. Formaron un dúo de guitarras haciendo música ciudadana sin demasiado éxito. A la vez, Nora Ferguzon, pareja de Bugallo en aquel entonces, cantaba Jazz y Blues tradicional a la cual acompañaban en armónica y guitarra. En ese contexto conocieron a Walter Piancioli que también acompañaba a Nora. Todo esto derivó en una banda callejera llamada "Los Panzon". Con esta formación fueron a tocar a las peatonales de la costa en donde conocen a un mimo llamado Pablo Tevez, hoy exbaterista del grupo. Tiempo después se disuelven Los Panzon y, Raúl Ruffino junto con Federico Bugallo, deciden armar un trío y convocan a Pablo Tevez como baterista. En el año 93 más o menos el trío se muda a la ciudad de Mar del Plata donde se consolidan como banda llamada al principio: Los Pe#!!*nes Erectos. El atractivo nombre no duró demasiado ya que se complicaba para tocar y ser nombrado en centros culturales y demás, por lo que decidieron cambiar el nombre a Los Tipitos. En el año 94 Walter Piancioli se integra a la banda como tecladista y cantante.
Durante una primera etapa como banda local de la ciudad de Mar del Plata, alternaban presentaciones en diferentes bares, destacándose de esta época las actuaciones en el ya desaparecido reducto de la calle España conocido como Papá Montero. El primer álbum oficial de la banda fue registrado en una consola tipo portaestudio de cuatro canales. Este primer disco fue reeditado más adelante.  
Fue Guillermo Báez, primer manager y gerente de prensa de la banda, quién le acercó a León Gieco el material de Los Tipitos, y este decidió sumarlos a su sello discográfico Cañada Discos. 
Luego de un tiempo llenando lugares del circuito under, aparece la compañía Toka Discos con quienes, Los Tipitos, siguen haciendo discos.

### Primeros discos (1996-2003)
En 1996, emigraron a la ciudad de Buenos Aires, ya que entre recitales y grabaciones se hacían largos los viajes. Un año antes, León Gieco los había escuchado y los invitó a grabar y producirlos bajo su sello. Durante 1997, con la ayuda de un gran letrista, Maiji, realizaron giras de presentación ya que en ese año se editó el primer álbum de la banda: Los Tipitos.
En 1998, además de tocar en boliches, realizaron su propia difusión recorriendo Buenos Aires palmo a palmo, tocando incluso en los colectivos, compromiso que cumplen por más de dos años.
En 1999 grabaron su segundo CD, Cocrouchis, con producción de la banda y donde participan Edelmiro Molinari y otra vez El Negro García López, entre otros. El disco sale de manera independiente y pronto quedó bajo la empresa discográfica Tocka Discos (Popart).
En el año 2000, con el auspicio de la Secretaría de Cultura de la Municipalidad de Villa Gesell, Los Tipitos arman un espectáculo que se desarrolla en la peatonal de dicha ciudad, durante la temporada veraniega momento en el cual fue su salto a la fama.
También a fines de ese mismo año, fueron teloneros de Ozono, banda local del barrio de Martínez, con gran proyección en cual estaba Matias Cacciagrano en el Teatro de la Cova (Martínez) y un joven Bondiola Muñoz estaba en las gradas.
En 2001 sacaron el álbum Vintage, producido por Pablo Romero y Eduardo Schmidt (integrantes de Árbol). Con este disco demuestran ser ya una banda consolidada del rock argentino. Ese mismo año grabaron ¿Quién va a garpar todo esto?, que se publicó en dos volúmenes.
Durante 2002 editaron Contra los molinos, todas grabaciones registradas en vivo. El verano 2002-2003 los encontró recorriendo las principales ciudades balnearias.

### Éxito y consagración (2003-2011)

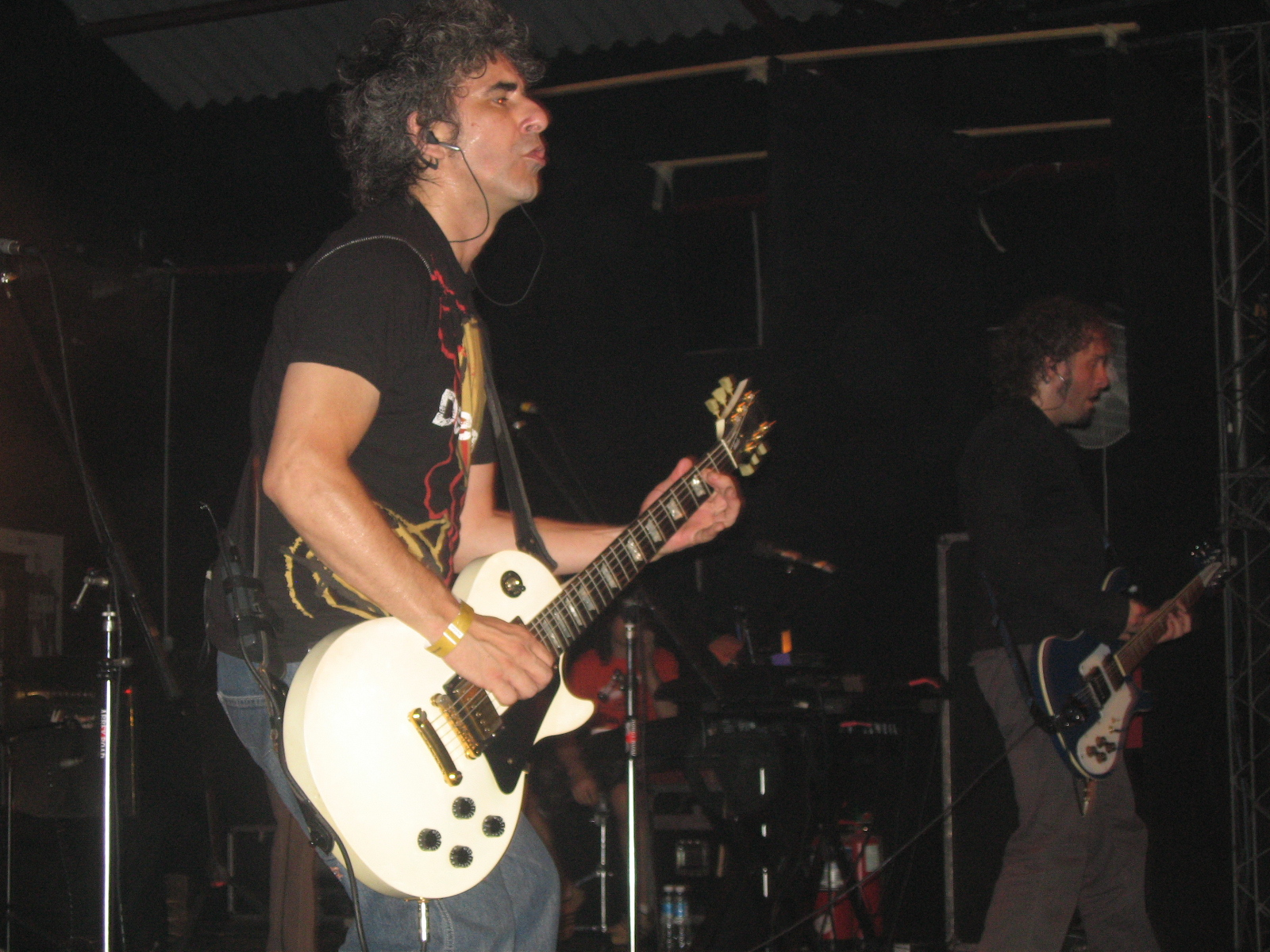
Los Tipitos en 2008.

Ya de regreso a Buenos Aires, comenzaron a preparar su presentación más importante: el Teatro ND Ateneo. Lo que era un desafío pasó a estar en boca de todos: agotaron las localidades para las dos funciones. En la temporada del verano 2003-2004, Los Tipitos realizaron una gira por la costa atlántica, mientras se preparaban para entrar a grabar el que sería su séptimo CD, bajo la producción de Pablo Guyot: Armando Camaleón; cuyo título hace referencias al cantante Andrés Calamaro. Con el tema «Brujería» sonando frecuentemente en las radios, la banda terminó por consolidar su fama. Ese mismo año y tras el éxito de Armando editaron Primera grabación, que inicialmente había sido grabada en el año 1995 en formato casete y grabado en una consola portátil de 4 canales. El álbum contiene 14 temas más un recordatorio.
Durante 2005 editaron algunos videoclips, como «Brujería» (el hit de Armando Camaleón), «Campanas en la noche» y «Algo», cuyo videoclip se grabó en el interior de una pileta de natación.
También se difunde el video de «Silencio», que fue tomado de la actuación en el Teatro Gran Rex, durante abril de 2005. En 2006 editaron TipitoRex Vivo, una colección de sus mejores temas grabados en vivo en el Teatro Gran Rex de la ciudad de Buenos Aires. El cual sale a la venta en formato CD+DVD. En el mismo año, graban su propia versión del tema «Mil horas» incluido en el disco homenaje a Andrés Calamaro, Cantando al Salmón.
En 2006 fueron nominados a los Premios Carlos Gardel y ganaron en la categoría «mejor álbum grupo pop».
Entre junio y julio de 2007, grabaron el álbum Tan Real, producido por Tweety González en los estudios Circo Beat y El Pie. El álbum fue masterizado en Estados Unidos por León Zervos. El disco cuenta con invitados especiales como David Lebón, Claudio O'Connor, Javier Malosetti y El Negro García López.

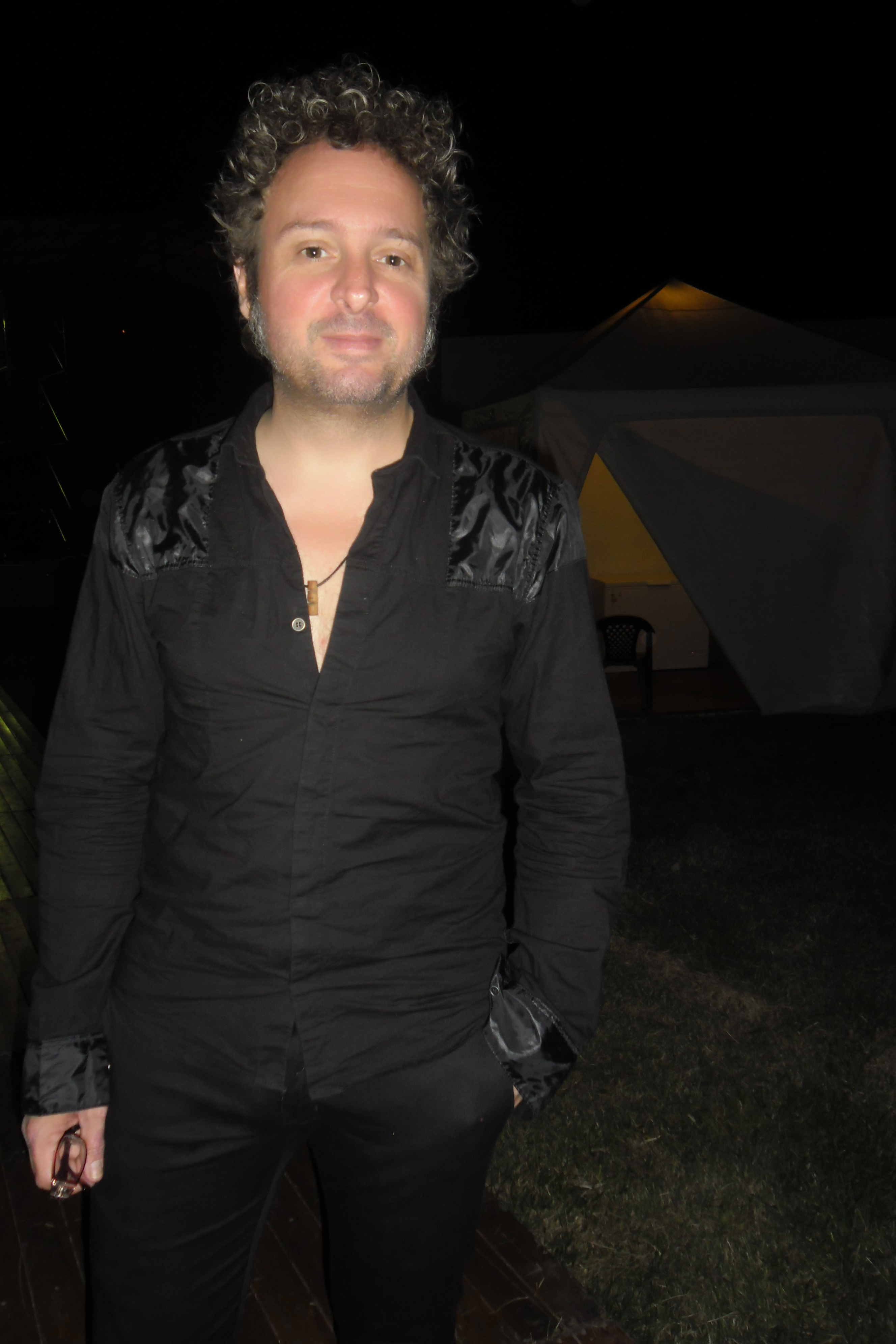
Walter Piancioli.

A partir del lanzamiento de Tan Real iniciaron una gira por el interior y la costa atlántica. La presentación del disco en Buenos Aires, fue entre los días 11 y 12 de abril de 2008, en el Teatro Ópera de la calle Corrientes (en Buenos Aires).
El 20 de febrero de 2008 fueron nominados a los Premios Carlos Gardel, en los rubros «mejor grupo pop» y «mejor producción del año». Ganaron el premio Gardel al «mejor grupo pop» en una ceremonia llevada a cabo en el Teatro Gran Rex el 26 de marzo de 2008.
En 2009, grabaron un nuevo disco y lanzaron como adelanto «Siguiendo la luna», una versión que se encuentra en el disco ¡Vos sabés cómo te esperaba!, un tributo a Los Fabulosos Cadillacs. El nuevo disco se llamó El Club de los Martes, que incluyó 13 canciones, lanzando el primer corte llamado «Laberinto» y fue producido por Maximiliano Moran Diuorno y Pablo Guyot.
El 3 de diciembre de 2010, salió a la venta Grandes éxitos: Los Tipitos, un disco recopilatorio con sus mejores temas, incluye 16 canciones, una de ellas cantada con el grupo español Canteca de Macao. También grabaron su versión de «De igual a igual» en el disco Gieco querido! Cantando al león

### Actualidad (2011-presente)
En abril de 2011 se presentaron en el estadio Luna Park (de Buenos Aires), presentando su disco El club de los martes.
En abril de 2013, publican el álbum Push. Contiene 14 nuevas canciones y el primer sencillo se titula «La ley de la ferocidad», cuya letra está inspirada en el libro homónimo del escritor Pablo Ramos. Además realizan el tema «Huellas en la piel», con su correspondiente videoclip, en apoyo a la asociación AEPSO y su campaña para la promoción y atención médica de la psoriasis, enfermedad que padece Piancioli..
En agosto de 2015, realizan una gira por México, después de seis años de no visitar dicho país. En esos momentos comienza a gestarse su nuevo disco, Ojos tremendos, publicado en 2016. Ese material fue producido por Michel Peyronel y está dedicado a Carlos "El Negro" García López, emblemático guitarrista argentino fallecido en 2014.
En noviembre de 2017, la banda publica Rock nacional, un disco en el que recopila novedosas versiones de temas de diferentes referentes del rock argentino, desde Luis Alberto Spinetta y Fito Páez, hasta Rata Blanca y Soda Stereo.
En mayo de 2019 editan el álbum De mi flor, un homenaje al folclore argentino con la participación de Abel Pintos, Chaqueño Palavecino, Peteco Carabajal, Lito Vitale, Franco Luciani y el dúo Orozco-Barrientos, entre otros.

## Miembros

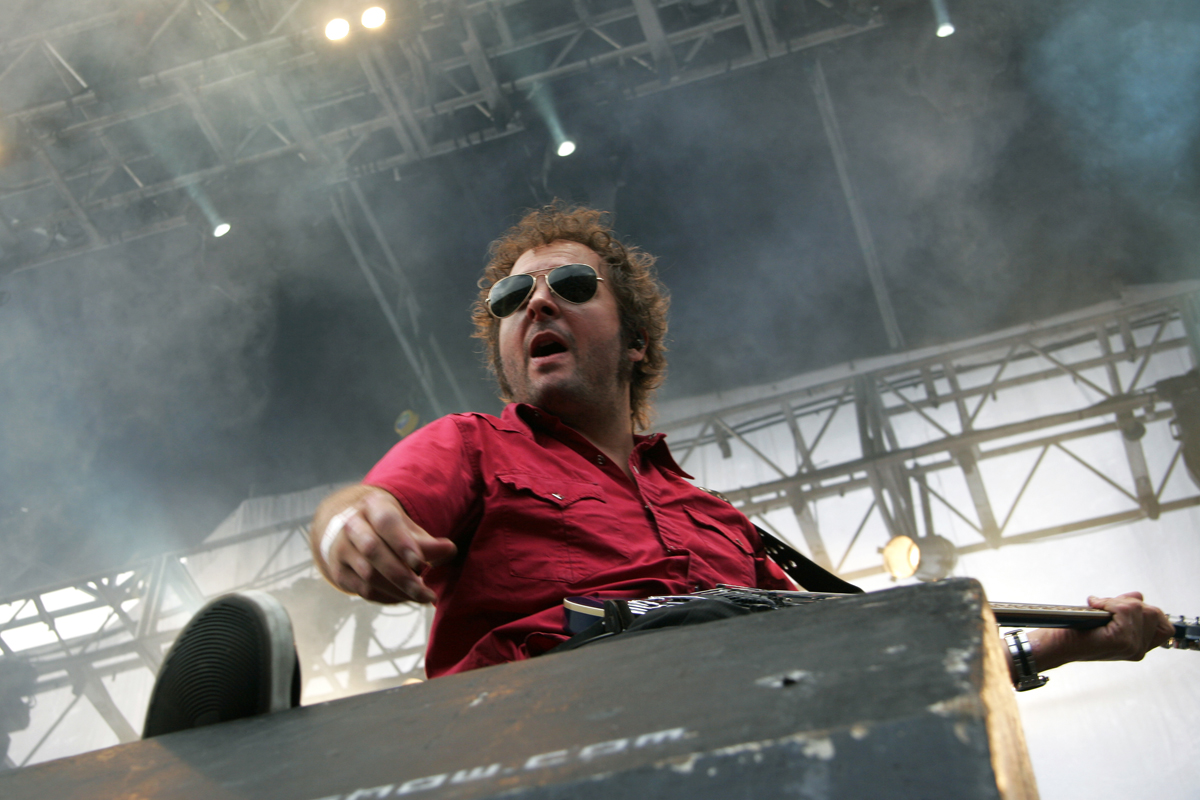
Walter Piancioli Voz, guitarra eléctrica, piano eléctrico, órgano eléctrico, sintetizadores y coros
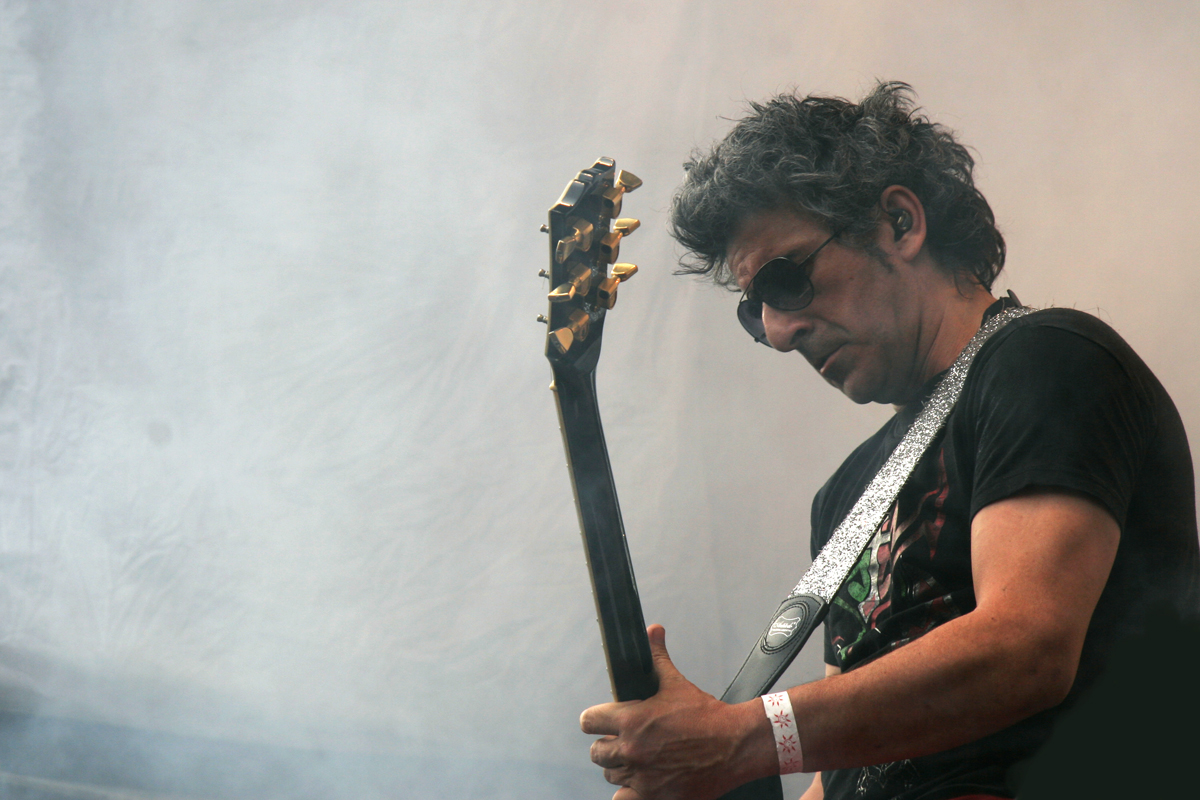
Raúl Ruffino guitarra eléctrica, guitarra acústica, efectos de pedal, voz y coros
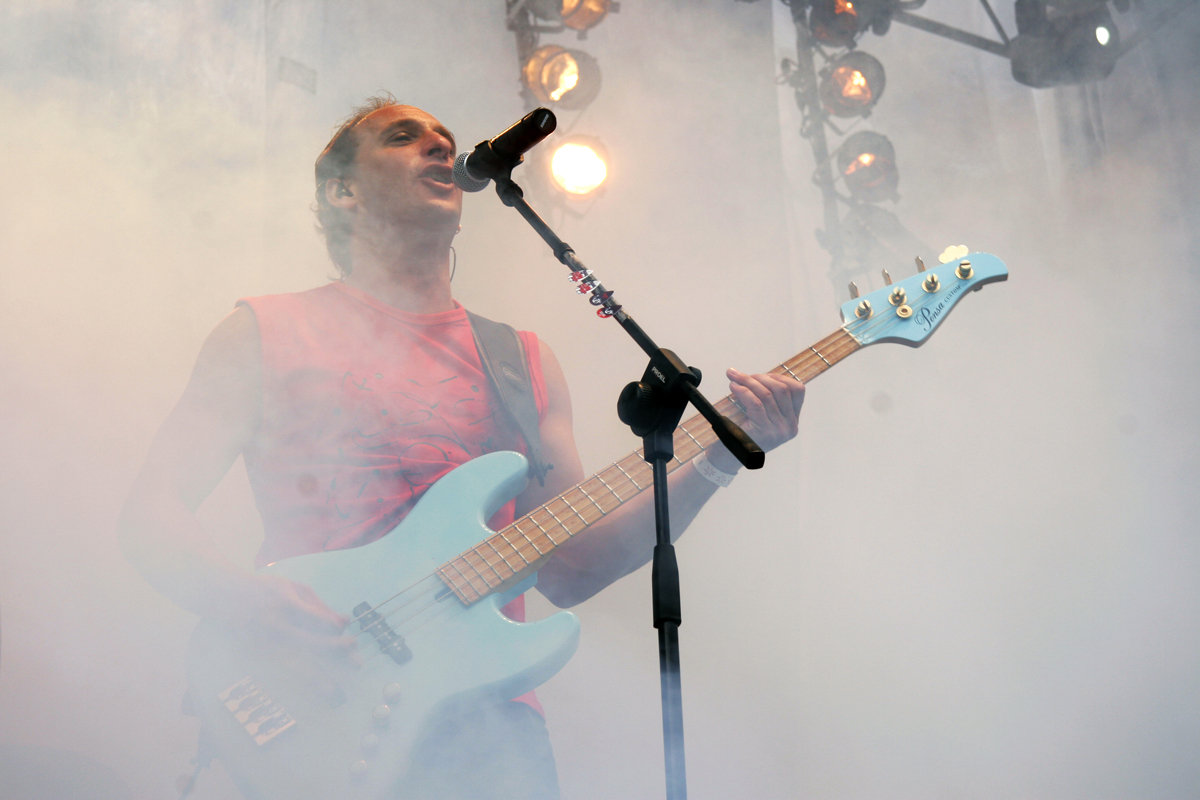
Federico Bugallo bajo eléctrico, bajo acústico, guitarra acústica y coros

## Discografía

### Álbumes de estudio
- Los Tipitos (1996)
- Cocrouchis (1999)
- Vintage (2001)
- Armando Camaleón (2004)
- Tan real (2007)
- El club de los martes (2010)
- Push (2013)
- Ojos tremendos (2016)
- Rock nacional (2017)
- De mi flor (2019)
- Días por venir (2022)

### Recopilatorios
- Grandes éxitos (2010)

### En vivo
- ¿Quién va a garpar todo esto? (Volumen 1) (1998)
- ¿Quién va a garpar todo esto? (Volumen 2) (2002)
- Contra los molinos (2002)
- TipitoRex (2006)

### Especiales
- Jingle Bells (EP) (1998)
- Primera Grabación (2005)

### DVD
- TipitoRex DVD (2006)
- Tan Real: Edición CD/DVD (2007)

### Participaciones en otros álbumes
- Música para soñar - Javier Malosetti
- Superpoderosos - Villanos (2006)
- 110% - Sponsors (2008)
- Esta vez invita el Negro - El Negro García López (2010)
- Juguetes en el Vip - Juguetes en el Vip (2014)
- Cuentos para coleccionar - Juan Rosasco en Banda (2014)

## Premios

### Premios Carlos Gardel
| Año  | Trabajo   | Categoría                 | Resultado |
| ---- | --------- | ------------------------- | --------- |
| 2006 | TipitoRex | Mejor álbum grupo Pop     | Ganador   |
| 2014 | Push      | Mejor álbum grupo de Rock | Nominado  |